# Xestia agalmona
Xestia agalmona är en fjärilsart som beskrevs av Felix Bryk 1948. Xestia agalmona ingår i släktet Xestia och familjen nattflyn. Inga underarter finns listade i Catalogue of Life.